# Enrico Fumia
Enrico Fumia (Torino, 16 maggio 1948) è un designer italiano di automobili.

## Biografia

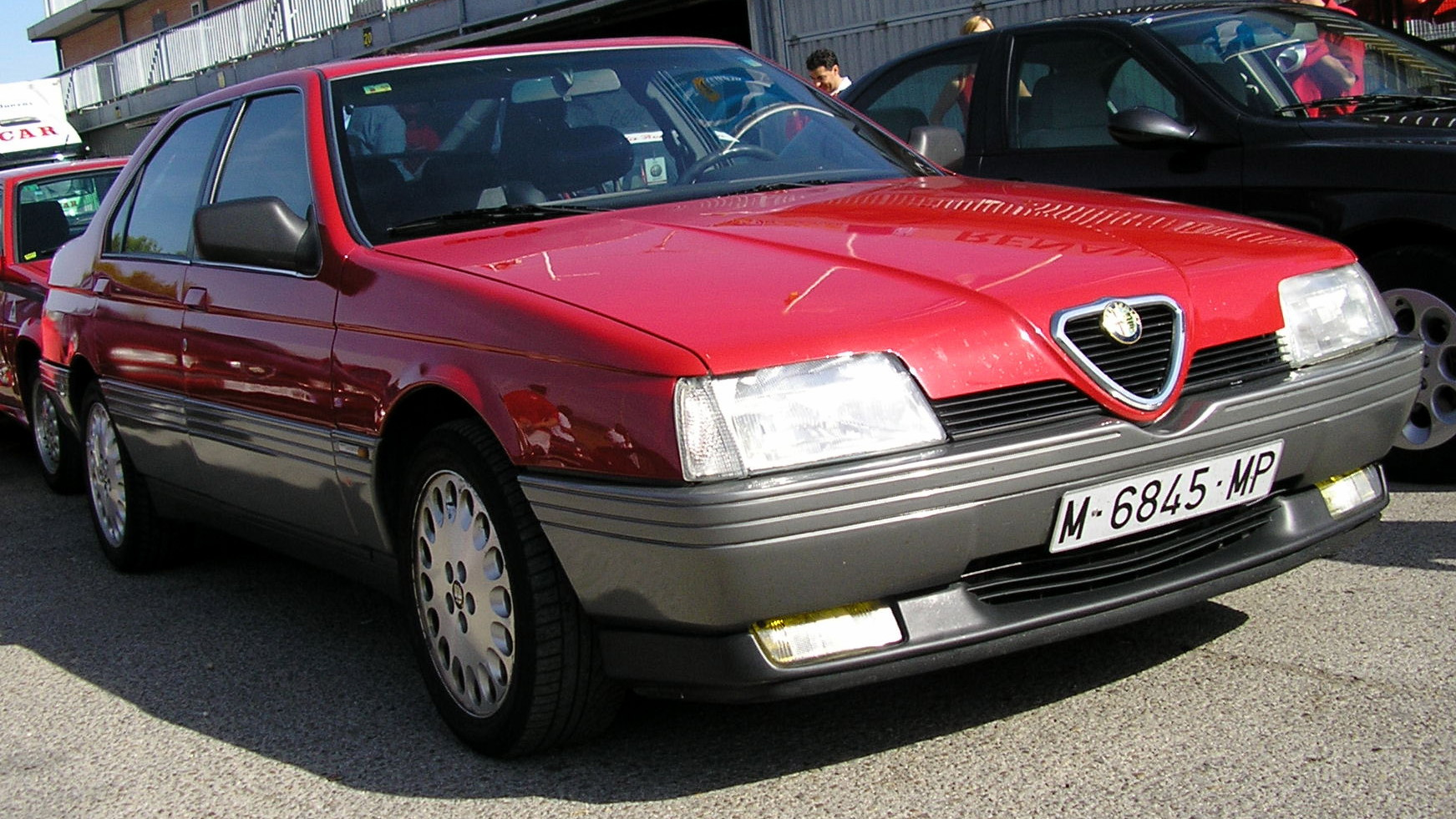
Alfa Romeo 164, una delle opere maggiormente conosciute di Fumia

A diciott'anni si aggiudica il "Grifo D'Oro" indetto da Bertone nella categoria junior e si occupa come freelance del frontale della Siata Spring, spider su base Fiat 850.

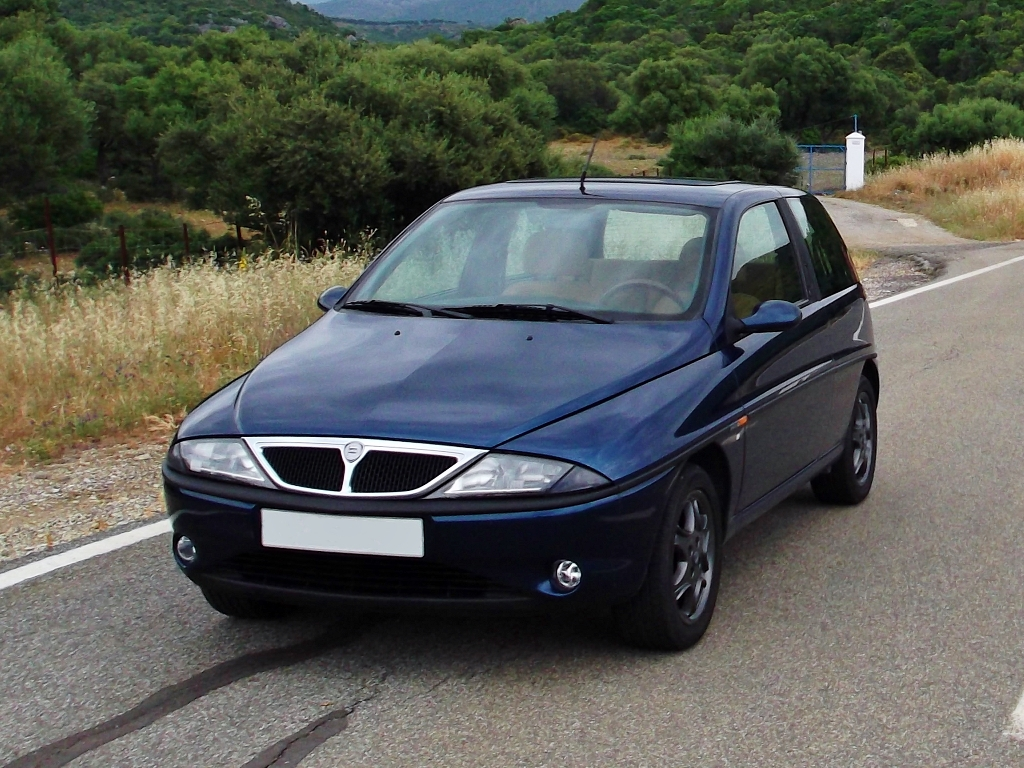
Lancia Y del 1996, una delle creazioni di maggior successo del designer italiano

Nel 1976 si laurea in ingegneria aeronautica al Politecnico di Torino con una tesi preparata nella galleria del vento di Pininfarina, azienda dalla quale viene assunto nello stesso anno. Nel 1981 realizza i concept Audi Quartz Quattro e Fiat Coupé Brio e nell'anno seguente disegna l'Alfa Romeo 164, entrata in commercio nel 1987. Da quell'anno sviluppa il design delle Alfa Romeo GTV e Alfa Romeo Spider, svelate sette anni più tardi, e collabora per la realizzazione della Ferrari F90, serie limitata basata sulla Testarossa destinata al Sultano del Brunei.
Abbandona la carrozzeria torinese nel 1991, anno in cui viene chiamato a dirigere il Centro Stile Lancia, e l'anno seguente vede la luce la sua creatura più nota, la Lancia Y prima serie, entrata in produzione nel 1995. Successivamente si occupa del design degli interni della Maserati 3200 GT.
Nel 1999 Fumia si mette in proprio con la Master Design, e risale al 2002 la fondazione della Fumia Design Associati, diventata nel 2009 Fumia Design Studio, che gestisce tuttora.

## Modelli disegnati
- 1966 - Grifo D'Oro Bertone 1966
- 1966 - Siata Spring (frontale)
- 1977 - Menarini SL (cruscotto)
- 1981 - Audi Quartz concept
- 1981 - Fiat Coupé Brio concept
- 1982 - Alfa Romeo 164
- 1987 - Alfa Romeo GTV e Spider
- 1988 - Ferrari F90
- 1992 - Lancia Y
- 1992 - Lancia Lybra (parzialmente)
- 1995 - Maserati 3200GT, Spyder e Coupé (Interni)
- 1996 - Lancia K Coupé[2]
- 2005 - Chery QQ Sport